# 제56회 베를린 국제 영화제
제56회 베를린 국제 영화제는 2006년 2월 6일에 열린 시상식이다.

## 수상 및 후보

### 황금곰상
- 그르바비차 - 야스밀라 즈바니치 수상

### 은곰상:심사위원대상
- 소프 - 페르닐레 피쉐르 크리스텐센 수상
- 오프사이드 - 자파르 파나히 수상

### 은곰상:심사위원상
- 펜푸셔 - 기욤 마르티네즈 수상
- 너바나로 간 남자 - 잔 코스터 수상

### 은곰상:감독상
- 관타나모로 가는 길 - 마이클 윈터바텀 수상

### 은곰상:여자연기자상
- 레퀴엠 - 산드라 휠러 수상

### 은곰상:남자연기자상
- 소립자 - 모리츠 블라이브트로이 수상

### 은곰상:예술공헌상
- 프리 윌 - 위르겐 포겔 수상

### 황금곰상:단편영화상
- 첫 경험 - 요나스 오델 수상

### 황금곰상:명예황금곰상
- 안제이 바이다 수상
- 이안 맥켈런 수상

### 은곰상:영화음악상
- 이사벨라 - 피터 캄 수상

### 은곰상:알프레드 바우어상
- 더 마인더 - 로드리고 모레노 수상

### 베를린카메라상
- 마이클 볼하우스 수상
- Laurence Kardish 수상
- 위르겐 뵈처 수상
- Peter B. Schumann 수상
- 한스 헬무트 프린츨러 수상

### 파노라마 관객상
- 종이 인형 - 토머 헤이먼 수상

### 파노라마 단편영화상 - 특별언급
- 러브 디스 타임 - 라이스 그레이엄 수상

### Deutsches Kinderhilfswerk:대상
- 사랑스러운 맥시모 올리베로스 - 아우라에우스 솔리토 수상

### Deutsches Kinderhilfswerk:특별상
- 미소짓는 물고기 - 신 창 제이 외 2명 수상

### Deutsches Kinderhilfswerk상:특별언급
- 나의 이름은 - 도로타 케드지에르자브스카 수상
- 비카 - 바카이 치비안 수상

### DAAD 단편영화상
- 스와네츠 - 로니 새슨 수상